# Raiarctus variabilis
Raiarctus variabilis is een soort in de taxonomische indeling van de beerdiertjes (Tardigrada). 
Het diertje behoort tot het geslacht Raiarctus en behoort tot de familie Halechiniscidae. De wetenschappelijke naam van de soort werd voor het eerst geldig gepubliceerd in 1986 door D'Abbabbo Gallo, Grimaldi de Zio & Morone de Lucia.